# Radko Dimitrijev

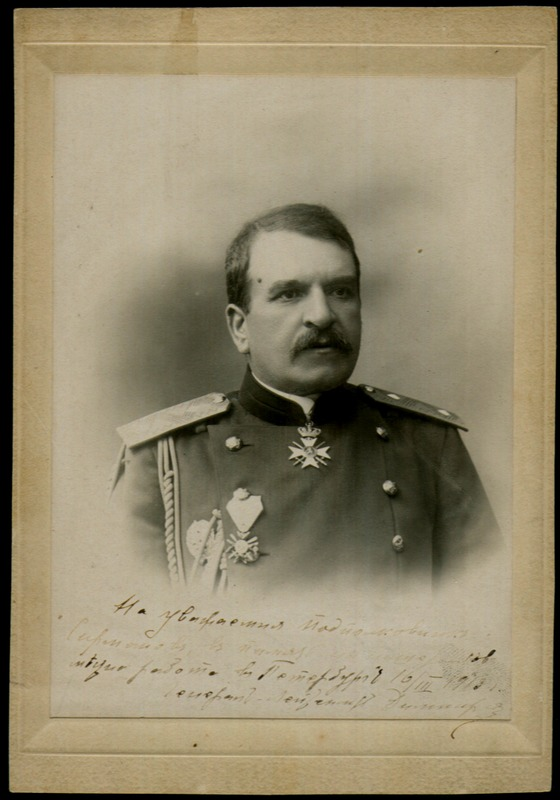
Radko Dimitrijev.

Radko Dimitrijev, född 24 september 1859, död 18 oktober 1918, var en bulgarisk militär.
Dimitrijev gick efter rysk-turkiska kriget 1877-78 i rysk tjänst och genomgick där generalstabsakademin. Han övergick senare som kapten i bulgarisk tjänst men återvände till Ryssland efter revolutionen 1886. I mitten av 1890-talet återkom Dimitrijev till Bulgarien och var vid första balkankrigets utbrott 1912 generallöjtnant. Under kriget förde han befälet över 3:e armén och vann segrarna vid Kirk Kilisse och Lyle Burgas i oktober samma år. Under andra balkankriget blev han i juli 1913 överbefälhavare över bulgariska armén och efter fredsslutet sändebud i Sankt Petersburg. Vid första världskrigets utbrott trädde Dimitrijev i rysk tjänst och fick befälet över belägringsarmén vid Przemyśl. Efter fästningens fall i april 1915 förde han befälet över 3:e armén, men blev av August von Mackensen besegrad i slaget vid Gorlice-Tarnow i maj samma år. I september 1915 fick Dimitrijev befälet över 12:e armén vid nedre Düna, men fråntogs detta befäl 1917. Efter oktoberrevolutionen slöt sig bolsjevikmotståndarna men tillfångatogs och avrättades i oktober 1918.